# Épineurien
Épineurien se dit d'un organisme qui possède un système nerveux en position dorsale (au-dessus du tube digestif), le système nerveux est dans ce cas un cordon nerveux issu de l'ectoderme et bien séparé de l'épiderme.
Les chordés, l'embranchement auquel appartiennent les humains, sont épineuriens.
S'oppose à hyponeurien et epithélioneurien.

## Source
https://www.aquaportail.com/dictionnaire/definition/4718/epineurien